# 強納斯兄弟
強納斯兄弟（/ˈdʒoʊnəs/），由大哥凱文·強納斯、二哥喬·強納斯以及弟弟尼克·強納斯所組成的美國男子音樂組合，曾獲格林美獎新進藝人提名。他們曾參與演出迪士尼頻道的《孟漢娜》，並在2006年、2007年、2008年及2009年分別發行了《年少輕狂》、同名專輯《強納斯兄弟》、《堅持到底》以及《批評指教，努力做到》四張專輯，是美國當紅的青少年演唱團體。
2013年，強納斯兄弟原本預計於年底推出的錄音室專輯，恐怕將成3人組合的絕響；除了工作重心不同，3人對於音樂的堅持也無法讓步，這讓他們決定結束合作關係，並對外宣布強納斯兄弟解散，只是這次的拆夥是否為永久性？尼克日前接受雜誌專訪時說：「我們不敢說是『永遠拆夥』...但肯定的是，我們結束了一個篇章。」不排除再合體的可能。
2019年，強納斯兄弟透過社群網站宣布復出並發行單曲《愛慕者》，單曲於3月1日發行。
2020年3月，因為COVID-19疫情，強納斯兄弟宣布取消原訂於4月在拉斯維加斯的演出。

## 傳記

### 早年（1999–2005）
樂隊由尼克一個獨奏項目開始。當尼克六歲時，他在理髮店唱歌時被一位專業娛樂性行業經理發現。在他7歲時，尼克開始在百老匯演出。他在幾齣戲劇演出，包括A Christmas Carol（在2000年）Annie Get Your Gun（在2001），Beauty and the Beast（在2002）和Les Misérables（在2003）。在Les Misérables結束以後，他在Paper Mill Playhouse 的The Sound of Music演出。
在2002，當在Beauty and the Beast演出時，尼克與他的父親寫了一首歌曲Joy to the World (A Christmas Prayer)。尼克的歌曲在2002年百老匯"Equity Fights AIDS"唱片，Broadway's Greatest Gifts: Carols for a Cure, Vol. 4. In November 2003出現。2003年11月，INO Records接納了Joy to the World (A Christmas Prayer)。INO唱片發布了歌曲給Christian radio，它迅速變得流行在Record & Radio's Christian Adult Contemporary Chart。當尼克在他的工作獨奏項目時，喬跟隨了他的腳步，在Baz Lurhmann的La bohème演出。尼克表明兄弟也是在這第一年開始一起寫歌曲。
在2004年9月，一位哥倫比亞唱片執行委員發現尼克的歌曲。INO唱片和哥倫比亞唱片很快簽了尼克，并且發行了單曲Dear God，在11月又發行了單曲Joy to the World (A Christmas Prayer)。獨唱唱片Nicholas Jonas本應於12月發行，但被推後發行，然而，後來又只有限的發行。尼克與他的兄弟，凱文和喬，一起為這唱片寫了幾首歌曲。
在2005年初，哥伦比亚唱片公司了新的總裁，史蒂夫·格林柏格（Steve Greenberg）聽到尼克的唱片。格林柏格不喜歡唱片，但是他喜歡尼克的聲音。在聽完歌曲Please Be Mine（由三兄弟寫出及唱出）以後。Daylight/哥倫比亞唱片決定簽了三兄弟。

### 《年少輕狂》 （2005–2006）
哥伦比亚唱片決定簽了三兄弟以後，他們命名樂隊名字為強納斯兄弟（Jonas Brothers）之前，曾考慮過將樂隊命名為強納斯之子（Sons of Jonas）。
在2005年期間，強納斯兄弟開始幾次巡迴演出，為不同藝人客串演出，包括凱莉·克萊森、傑西·麥卡尼、新好男孩和五次方樂團。後來，他們與Aly & AJ和Cheetah Girls在反藥物巡迴音樂會上演出。另外，在2006年，他們開始為雙面維若妮卡客串演出。
在唱片《年少輕狂》（It's About Time）中，強納斯兄弟與幾位作家合作，包括Adam Schlesinger、Michael Mangini、Desmond Child、Billy Mann及Steve Greenberg。唱片最初應該在2006年2月發行，但被多次推後發行。延遲歸結於索尼（哥倫比亞總公司）和董事希望在唱片中有另一首單曲。在唱片中包含了二首由英國樂隊Busted的流行歌曲Year 3000和What I Go to School For。
強納斯兄弟在2005年12月 27日發布了第一首單曲Mandy。它的音樂錄像在2006年2月22日, 在MTV的Total Request Live排行第四。 另一首歌曲Time for Me to Fly，在2月發布在Aquamarine soundtrack。在3月，單曲Mandy特載在Nickelodeon 電視影片Zoey 101: Spring Break-Up和 Zoey 101: Music Mix soundtrack album。小組的音樂也特載在Cartoon Network's Cartoon Cartoon Fridays。強納斯兄弟在2006年4月4日,在DisneyMania 4唱片發布了Pirates of the Caribbean的Yo Ho (A Pirate's Life for Me)，發行。在2006年的夏天，強納斯兄弟與Aly & AJ巡迴演出。強納斯兄弟也為迪士尼頻道第二季的American Dragon Jake Long創造了主題歌。
《年少輕狂》在2006年8月8日發行。根據經理人的講述，它只是發行有限的50,000個拷貝，因此唱片在拍賣網站（如eBay）出價點可為200至300美元。由於索尼沒有興趣對強納斯兄弟作進一步宣傳，強納斯兄弟考慮轉換唱片公司。
在2006年10月3日，尼克在2004年的獨唱單曲Joy to the World (A Christmas Prayer)， 再被發布在Joy to the World: The Ultimate Christmas Collection中。在10月，強納斯兄弟發布了The Little Mermaid的"Poor Unfortunate Souls"。歌曲與音樂錄像特別發布在The Little Mermaid soundtrack。第二首單曲從《年少輕狂》是Year 3000歌曲在變得Radio Disney普遍和Year 3000的音樂錄像於2007年1月首次露面在迪士尼頻道。
強納斯兄弟最後在2007年初與哥伦比亚唱片公司終止合約。

### 同名專輯《強納斯兄弟 (Jonas Brothers)》（2007–2008）

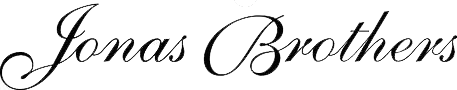
強納斯兄弟於2007年–2012年的標誌

在2007年初與哥伦比亚唱片公司終止合約之後，強納斯兄弟在2007年2月與好莱坞唱片公司（Hollywood Records）簽了合約。在同一時間，兄弟開始出現於Baby Bottle Pops的商業廣告和唱廣告歌曲。在3月24日，另外二首歌曲發布在二個不同的專輯：罗宾逊電影配樂Kids of the Future和DisneyMania 5的I Wanna Be like You。
在2007年4月9日星期一，強納斯兄弟首次出現在白宮，他們在白宮Easter Egg Roll唱國歌。他們在2007年6月27日星期三在South Lawn的Sports Tee Ball game唱了國歌，在比賽以後，強納斯兄弟在野餐招待會演出了他們的歌曲。

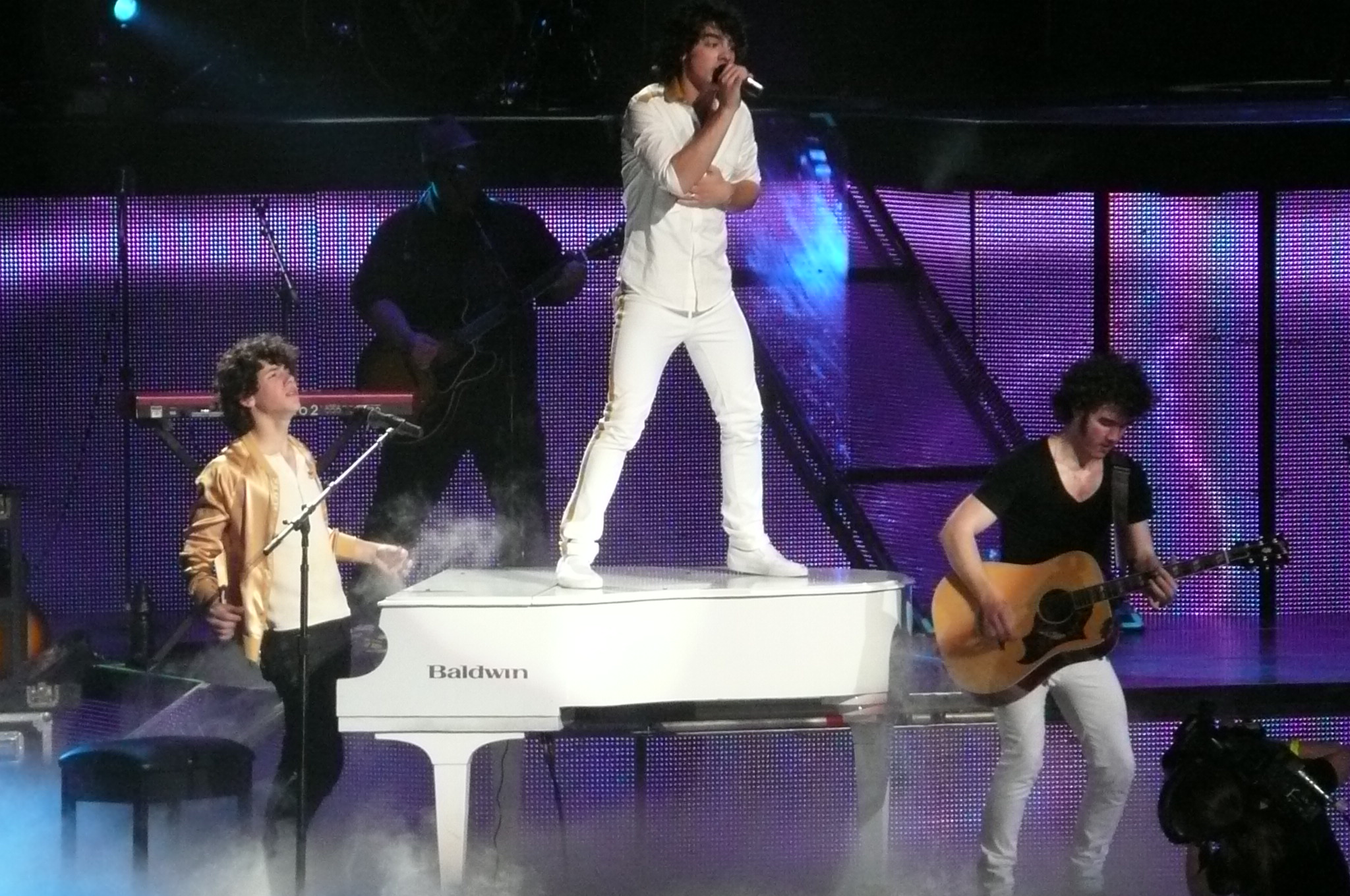
強納斯兄弟表演

第二張唱片同名專輯《強納斯兄弟》（Jonas Brothers）在2007年8月7日發行。它在Billboard Hot 200 chart第一個星期達了第五。二個音樂錄像也在這時間發布：「Hold On」在專輯發行的二個星期之前和「S.O.S.」在專輯的發行之後。
在8月，強納斯兄弟在電視有幾次露面。在8月17日，他們在迪士尼頻道的孟漢娜劇集的「Me and Mr. Jonas and Mr. Jonas and Mr. Jonas」一集客串。在劇集中，他們與麥莉·希拉也演出了歌曲「We Got the Party」，劇集在歌舞青春2初次公演後放映，有10.7百萬人民觀看。在8月24日， 強納斯兄弟在Miss Teen USA contest演出了二首歌曲。第二天，他們在迪士尼頻道的 Disney Channel Games的閉幕禮演出。比賽在2007年4月27日在奧蘭多，佛羅里達錄音了。在8月26日，強納斯兄弟與麥莉·希拉在Teen Choice Awards呈獻了一個獎。
在2007年11月18日，他們在美國音樂獎演出歌曲S.O.S.，在11月22日，強納斯兄弟出現於第81次Macy's Thanksgiving Day Parade。在他們2007年最後的演出，三兄弟在《迪克·克拉克的跨年搖滾夜》演出了Hold On和S.O.S.。
強納斯兄弟在2008年1月31日在亞利桑那州圖森（Tucson）開始Look Me In The Eyes Tour。 他們在巡迴音樂會中演出了他們第三張唱片的幾首新歌曲。

### 現場專輯《LiVe》、解散（2013）
2013年，強納斯兄弟原本預計於年底推出的錄音室專輯《V》，恐怕將成3人組合的絕響；除了工作重心不同，3人對於音樂的堅持也無法讓步，這讓他們決定結束合作關係，並對外宣布強納斯兄弟解散，只是這次的拆夥是否為永久性？尼克日前接受雜誌專訪時說：「我們不敢說是『永遠拆夥』...但肯定的是，我們結束了一個篇章。」不排除再合體的可能。

### 復合、單曲《Sucker》（2019）
2019年2月28日，強納斯兄弟透過社群網路宣布復合，並將在3月1日發行新單曲《Sucker》。

## 成員
| 成員        | 樂器                                                                      | 活躍年代                |
| ----------- | ------------------------------------------------------------------------- | ----------------------- |
| 凱文·強納斯 | 節奏吉他、主奏吉他、曼陀林、和聲                                          | 2005–2013； 2019年–現在 |
| 喬·強納斯   | 主音（Main vocals）、鈴鼓、鍵盤、吉他                                     | 2005–2013； 2019年–現在 |
| 尼克·強納斯 | 主音（Lead vocals）、節奏吉他、主奏吉他、電貝斯、鼓、打擊樂器、鋼琴、鍵盤 | 2005–2013； 2019年–現在 |

## 音樂作品

### 專輯
- 2006年《年少輕狂（英语：It's About Time (Jonas Brothers album)）》（It's About Time）
- 2007年《強納斯兄弟（英语：Jonas Brothers (album)）》（Jonas Brothers）
- 2008年《堅持到底》（A Little Bit Longer）
- 2009年《夢想旅途》（Lines, Vines and Trying Times）
- 2019年《快樂啟程》（Happiness Begins）

### 現場專輯
- 2013年《LiVe》

## 影視作品

### 電影
| 年份 | 作品                                      | Kevin角色  | Joe角色    | Nick角色   | 備註               |
| ---- | ----------------------------------------- | ---------- | ---------- | ---------- | ------------------ |
| 2008 | Best of Both Worlds Concert               | -          | -          | -          | 3D演唱會電影       |
| 2008 | 搖滾夏令營                                | Jason      | Shane Gray | Nate       | 迪士尼頻道原創電影 |
| 2009 | Jonas Brothers: The 3D Concert Experience | -          | -          | -          | 3D演唱會電影       |
| 2009 | 博物館驚魂夜2                             | 智天使配音 | 智天使配音 | 智天使配音 |                    |
| 2010 | 搖滾夏令營2                               | Jason      | Shane Gray | Nate       | 迪士尼頻道原創電影 |
| 2014 | Careful What You Wish For                 | 無參演     | 無參演     | 第一男主角 |                    |

### 電視
| 年份 | 作品                              | Kevin角色   | Joe角色   | Nick角色   | 備註                  |
| ---- | --------------------------------- | ----------- | --------- | ---------- | --------------------- |
| 2008 | Jonas Brothers: Living the Dream  | 自己        | 自己      | 自己       | 真人Show              |
| 2009 | J.O.N.A.S                         | Kevin Lucas | Joe Lucas | Nick Lucas | 迪士尼頻道原創劇集    |
| 2009 | Band in a Bus                     | 自己        | 自己      | 自己       | Reality DVD\ 真人Show |
| 2010 | J.O.N.A.S:L.A                     | Kevin Lucas | Joe Lucas | Nick Lucas | 迪士尼頻道原創劇集    |
| 2010 | Jonas Brothers: Living the Dream2 | 自己        | 自己      | 自己       | 真人Show              |
| 2012 | Married To Jonas                  | 自己        | 自己      | 自己       | 真人Show              |

### 客串演出
| 年份 | 作品                                   | Kevin角色 | Joe角色 | Nick角色 | 備註                                                                  |
| ---- | -------------------------------------- | --------- | ------- | -------- | --------------------------------------------------------------------- |
| 2007 | 孟漢娜(Hannah Montana)                 | 自己      | 自己    | 自己     | "Me and Mr. Jonas and Mr. Jonas and Mr. Jonas" (Season 2, Episode 16) |
| 2008 | Disney Channel Games                   | 自己      | 自己    | 自己     | 第三屆                                                                |
| 2008 | Studio DC: Almost Live                 | 自己      | 自己    | 自己     | First show                                                            |
| 2008 | Extreme Makeover: Home Edition         | 自己      | 自己    | 自己     | "The Akers Family" (Season 6, Episode 2)                              |
| 2008 | Oprah                                  | 自己      | 自己    | 自己     |                                                                       |
| 2008 | Disney Channel's Totally New Year 2008 | 自己      | 自己    | 自己     | 迪士尼頻道新年特備節目                                                |
| 2009 | Saturday Night Live                    | 自己      | 自己    | 自己     | February 14th, 2009 episode                                           |

## 刊物
- Burning Up: On Tour with the Jonas Brothers (2008年11月18日) 
  - Burning Up Tour幕後片段書籍。

## 獎項

### 2008年
- Los Premios MTV Latinoamérica - 最佳國際流行歌手
- Los Premios MTV Latinoamérica - 最佳衣著（Joe Jonas）
- 兒童選擇獎 -  - 最喜愛音樂組合
- 美國青少年票選獎 - 最具突破性演唱團體
- 美國青少年票選獎 - 紅毯最佳穿著男藝人
- 美國青少年票選獎 - 最受歡迎男藝人
- 美國青少年票選獎 - 最受歡迎單曲 （When You Look Me in the Eyes）
- 美國青少年票選獎 - 最受歡迎情歌 （When You Look Me in the Eyes）
- 美國青少年票選獎 - 最受歡迎夏日歌曲 （Burnin' Up）
- Premios Oye - Main English Breakthrough of the Year

### 2015年
- 兒童選擇獎 - 最受歡迎男歌星（Nick Jonas）

- 兒童選擇獎 - 最受歡迎男歌星（Nick Jonas）

## 外部連結
- 官方網站 （英文）
- 強納斯兄弟 （页面存档备份，存于）的myspace（英文）
- 強納斯兄弟的Instagram帳戶（英文）
- 強納斯兄弟的X（前Twitter）（英文）
- 強納斯兄弟的Facebook專頁（英文）
- YouTube上的強納斯兄弟頻道